# Giano Accame
Giano Accame (Stoccarda, 30 luglio 1928 – Roma, 15 aprile 2009) è stato un giornalista e saggista italiano.

## Biografia
Nato in Germania (il padre Nicola era italiano, ufficiale di marina, la madre, Elisabeth von Hohenfels tedesca), ma cresciuto a Loano, nel Ponente ligure, il 25 aprile 1945 si arruolò nella Marina Nazionale Repubblicana della Repubblica sociale italiana, venendo arrestato la sera stessa. Come dichiarò lui stesso in un'intervista a Claudio Sabelli Fioretti, riuscì a scappare grazie alla benevolenza dei partigiani. In seguito si dedicò alla politica. Nel 1965 prese parte al convegno dell'Hotel Parco dei Principi sulla guerra rivoluzionaria, organizzato da personalità ai vertici delle Forze Armate ed esponenti della destra radicale italiana, tenendo un intervento su "La controrivoluzione degli ufficiali greci" in un consesso di matrice fortemente anticomunista.
Fino al 1968 fu dirigente del Movimento Sociale Italiano, uscendone dopo la presa di posizione del partito contro la contestazione giovanile. È stato inviato speciale di vari quotidiani, stretto collaboratore del politico repubblicano Randolfo Pacciardi nell'Unione Democratica per la Nuova Repubblica, anticipatrice, durante gli anni sessanta, del dibattito sulla repubblica presidenziale. Nella sua carriera è stato redattore de Il Borghese, Il Settimanale, Il Fiorino, L'Italia settimanale, collaboratore di numerose riviste tra le quali Il Sabato, Lo Stato, Pagine Libere, Letteratura - Tradizione, La Meta Sociale, Area.
Fu ricercatore per gli Annali dell'economia italiana (IPSOA) di Epicarmo Corbino e Gaetano Rasi. Tra il 1988 e il 1990 ricoprì l'incarico di direttore del Secolo d'Italia e collaborò con diversi quotidiani come Il Tempo, Lo Specchio, Vita. Diresse la rivista on line Passare al Bosco fino al giorno della sua morte. Contribuì alla conoscenza e alla diffusione delle idee di Ezra Pound. Considerato un fascista di sinistra, per le posizioni controcorrente è stato spesso etichettato come un pensatore "eretico", data la sua appartenenza politica, come nel caso delle critiche a Gianfranco Fini quando ancora era leader di AN; è stato inoltre stimato anche da una parte della sinistra.
È noto anche per essere stato tra i primi intellettuali italiani della destra postfascista ad assumere posizioni filoisraeliane. Negli anni ottanta guardò con favore all'ascesa di Craxi, ritenendolo in grado di ricondurre a destra i temi del socialismo, unendoli ai sentimenti nazionali della Patria e a quelli religiosi del neo-Concordato con la Chiesa cattolica, idee esposte in Socialismo tricolore, opera del 1983 in cui Accame elogiò la capacità di Craxi di emancipare il Partito Socialista Italiano dall'egemonia culturale comunista. Morì nel 2009 lasciando vedova Rita Delcroix (1936-2020), figlia del politico Carlo Delcroix, che conobbe nel 1960 e con la quale aveva avuto tre figli: Barbara, Zizzi e Nicolò.

## Archivio
L'archivio di Giano Accame è stato donato nel gennaio 2010, dalla moglie Rita Delcroix Accame alla Fondazione Ugo Spirito. La documentazione conservata consta di un fitto carteggio con personalità culturali e politiche, nazionali e internazionali, e va dai primi anni cinquanta al primo decennio del 2000.

## Opere
- Storia della Repubblica da De Gasperi a Moro I, 1945-1958, Milano, Istituto Ipsoa, 1982.
- Socialismo tricolore, Milano, Editoriale Nuova, 1983.
- Ezra Pound 1985. Omaggio ad Ezra Pound nel centenario della nascita, con altri, Roma, Antonio Pantano-Comitato per il centenario di Ezra Pound, 1985.
- Carlo Delcroix, conferenza tenuta il 31 gennaio 1988 al Circolo di Cultura ed Educazione Politica Rex, pref. di Nicolò Accame, Roma, Edizioni Circolo Delcroix, s.d.
- Il fascismo immenso e rosso, Roma,  Edizioni Settimo Sigillo, 1990.
- Ezra Pound economista. Contro l'usura, Roma, Edizioni Settimo Sigillo, 1995.
- La destra sociale, Roma, Edizioni Settimo Sigillo, 1996.
- Il Risorgimento imperfetto. Perché da Cavour siamo arrivati a Bossi, con altri, Roma, Liberal, 1997. ISBN 88-86838-11-5
- Il potere del denaro svuota le democrazie, Roma, Edizioni Settimo Sigillo, 1997.
- Una storia della Repubblica, Milano, BUR, 2000. ISBN 88-17-86574-5
- Ezra Pound e il turismo colto a Milano, con altri, Milano, Ares, 2001. ISBN 88-8155-228-0
- Ezra Pound e l'economia, con altri, Milano, Ares, 2001. ISBN 88-8155-248-5
- Homo Oeconomicus di Roberto Michels, a cura di, Roma, Edizioni Settimo Sigillo, 2001
- L'idea partecipativa di Filippo Carli, a cura di, Roma, Edizioni Settimo Sigillo, 2003.
- Stato etico e manganello. Giovanni Gentile a sessant'anni dalla morte, con altri, Venezia, Marsilio, 2004. ISBN 88-317-8636-9
- Dove va la destra?, in Giano Accame e Costanzo Preve,  Dove va la destra? - Dove va la sinistra?, interviste a cura di Stefano Boninsegni,  Roma,  Edizioni Settimo Sigillo, 2004.
- A 90 anni dalla Grande Guerra: arte e memoria. Roma, Gate Termini Art Gallery, 17 marzo-31 luglio 2005, a cura di e con Claudio Strinati, Roma, Viviani Romartificio, 2005. ISBN 88-7993-105-9
- Giuseppe Mazzini, Interessi e Principii. E altri scritti, a cura di e con Carlo Gambescia, Roma, Edizioni Settimo Sigillo, 2005.
- I figli del sole e la cultura del dopoguerra, in Marco Iacona, Il maestro della tradizione. Dialoghi su Julius Evola, Napoli, Controcorrente, 2008. ISBN 978-88-89015-68-1
- La morte dei fascisti, Milano, Mursia, 2009. ISBN 978-88-425-4506-4